# Междинни избори в САЩ
Междинните избори в САЩ са общите избори, провеждащи се през ноември на всеки четири години, малко преди изтичане на половината от четиригодишния мандат на президента. Федералните служби, които ще бъдат избирани по време на Междинните избори са членове на Конгреса на Съединените щати, включително всички 435 места в Камарата на представителите на Съединените щати, а пълните условия за 33 или 34 от 100 местата в Сената на Съединените щати (Сенатът е разделен на три „класа“ по 33 или 34 души, като всеки от избраните (двама на щат) има мандат от 6 години).
Също така, в 34 от 50 американски щати правят избор за губернатор, докато Върмонт и Ню Хампшир избира управителите на две години, по време на междинните и изборите за президент. Много щати също така избира длъжностни лица в техните законодателни събрания на САЩ в междинните избори. Има и избор на общинско ниво. На гласуването, много от кметовете и други местни държавни длъжности, и разнообразие от инициативи на гражданите.
Извънредни избори се провеждат едновременно с обикновени избори, като по този начин допълнителни сенатори, управители и други местни длъжностни лица могат да бъдат избрани.
Цялостно, Междинните избори генерират по-малка избирателна активност от изборите за президент. Докато на вторите гласоподаватели са 50 – 60 процента от гражданите с право на глас, само 40 посещават избирателните секции при първите. Цялостните наблюдения показват, че управляващата партия (тази на президента) в повечето случаи губи места, a също така много често кандидати от двете партии стават значими.

## Резултати в историята на междинните избори
Междинните избори понякога се смятат за референдум за одобряемостта на управляващия президент и/или партия. Партията на текущия президент обикновено губи почва след междинни избори: В последните 21 подобни гласувания, управляващата партия губи средно около 30 места в Камарата на представители, както и 4 в Сената. Само в два от тези гласувания президентската партия печели места и в двете камари.
| Година | Президент                   | Партия       | +/- на управляващата партия | +/- на управляващата партия |
| Година | Президент                   | Партия       | Камара на представителите   | Сенат                       |
| ------ | --------------------------- | ------------ | --------------------------- | --------------------------- |
| 1910   | Уилям Хауърд Тафт           | републиканец | R-57                        | R-3                         |
| 1914   | Томас Удроу Уилсън          | демократ     | D-60                        | D+4                         |
| 1918   | Томас Удроу Уилсън          | демократ     | D-22                        | D-5                         |
| 1922   | Уорън Гамалиъл Хардинг      | републиканец | R-77                        | R-7                         |
| 1926   | Джон Калвин Кулидж, младши  | републиканец | R-9                         | R-7                         |
| 1930   | Herbert Hoover              | републиканец | R-52                        | R-8                         |
| 1934   | Франклин Д. Рузвелт         | демократ     | D+9                         | D+9                         |
| 1938   | Франклин Д. Рузвелт         | демократ     | D-72                        | D-7                         |
| 1942   | Франклин Д. Рузвелт         | демократ     | D-45                        | D-8                         |
| 1946   | Хари С. Труман              | демократ     | D-54                        | D-11                        |
| 1950   | Хари С. Труман              | демократ     | D-28                        | D-5                         |
| 1954   | Дуайт Дейвид Айзенхауер     | републиканец | R-18                        | R-2                         |
| 1958   | Дуайт Дейвид Айзенхауер     | републиканец | R-48                        | R-13                        |
| 1962   | Джон Фицджералд Кенеди      | демократ     | D-4                         | D+2                         |
| 1966   | Линдън Бейнс Джонсън        | демократ     | D-47                        | D-3                         |
| 1970   | Ричард Милхаус Никсън       | републиканец | R-12                        | R+1                         |
| 1974   | Джералд Рудолф Форд, младши | републиканец | R-48                        | R-4                         |
| 1978   | Джеймс Ърл Картър, младши   | демократ     | D-15                        | D-3                         |
| 1982   | Роналд Уилсън Рейгън        | републиканец | R-26                        | 0                           |
| 1986   | Роналд Уилсън Рейгън        | републиканец | R-5                         | R-8                         |
| 1990   | Джордж Хърбърт Уокър Буш    | републиканец | R-8                         | R-1                         |
| 1994   | Уилям Джеферсън Клинтън     | демократ     | D-54                        | D-8                         |
| 1998   | Уилям Джеферсън Клинтън     | демократ     | D+5                         | 0                           |
| 2002   | Джордж Уокър Буш, младши    | републиканец | R+8                         | R+2                         |
| 2006   | Джордж Уокър Буш, младши    | републиканец | R-30                        | R-6                         |
| 2010   | Барак Хюсеин Обама          | демократ     | D-63                        | D-6                         |
| 2014   | Барак Хюсеин Обама          | демократ     | D-13                        | D-9                         |
| 2018   | Доналд Тръмп                | републиканец | R-34                        | R+3                         |

## Сравнение с други генерални избори в САЩ
| Година             | 2016                                                                    | 2017          | 2018 | 2019              | 2020                                                                    |
| ------------------ | ----------------------------------------------------------------------- | ------------- | --- | ----------------- | ----------------------------------------------------------------------- |
| Вид                | Президентски                                                            | Off-yeara     | Междинни | Off-yearb         | Президентски                                                            |
| Избор на президент | Да                                                                      | Не            | Не | Не                | Да                                                                      |
| Избор на сенат     | Клас III (34 места)                                                     | Не            | Клас I (33 места) | Не                | Клас II (33 места)                                                      |
| Избор на КНП       | Всички 435 места                                                        | Не            | Всички 435 места | Не                | Всички 35 места                                                         |
| За губернатор      | 11 щата, 2 територии AS, DE, IN, MO, MT, NH, NC, ND, PR, UT, VT, WA, WV | 2 щата NJ, VA | 36 щата, 3 територии AL, AK, AZ, AR, CA, CO, CT, FL, GA, GU, HI, ID, IL, IA, KS, ME, MP, MD, MA, MI, MN, NE, NV, NH, NM, NY, OH, OK, OR, PA, RI, SC, SD, TN, TX, VI, VT, WI, WY | 3 щата KY, LA, MS | 11 щата, 2 територии AS, DE, IN, MO, MT, NH, NC, ND, PR, UT, VT, WA, WV |
| Други              |                                                                         |               | |                   |                                                                         |

1Тази таблица не включва извънредни избори, които могат да бъдат проведени за запълване на вакантни места, които са били освободени между предварително определените дати за гласуване
2Това включва всички делегати без право на глас – по един от Вашингтон DC, Пуерто Рико, четирите притежания на САЩ в Тихия океан